# Japan Ice Hockey League 1997/98
Die Saison 1997/98 war die 32. Spielzeit der Japan Ice Hockey League, der höchsten japanischen Eishockeyspielklasse. Meister wurde zum insgesamt achten Mal in der Vereinsgeschichte der Kokudo Ice Hockey Club. Topscorer mit je 74 Punkten wurden Kelly Glowa von den Seibu Prince Rabbits und John Tucker von Meister Kokudo Ice Hockey Club. 

## Modus
In der Regulären Saison absolvierte jede der sechs Mannschaften insgesamt 40 Spiele. Die vier bestplatzierten Mannschaften qualifizierten sich für die Playoffs, in denen der Meister ausgespielt wurde. Für einen Sieg erhielt jede Mannschaft zwei Punkte, bei einem Unentschieden einen Punkt und bei einer Niederlage null Punkte.

## Reguläre Saison
|    | Team                       | GP | W  | L  | T | GF  | GA  | Pts |
| -- | -------------------------- | -- | -- | -- | - | --- | --- | --- |
| 1. | Kokudo Ice Hockey Club     | 40 | 24 | 12 | 4 | 149 | 119 | 52  |
| 2. | Ōji Eagles                 | 40 | 22 | 14 | 4 | 165 | 129 | 48  |
| 3. | Snow Brand Ice Hockey Club | 40 | 19 | 15 | 6 | 125 | 124 | 44  |
| 4. | Seibu Prince Rabbits       | 40 | 18 | 19 | 3 | 160 | 151 | 39  |
| 5. | Furukawa Ice Hockey Club   | 40 | 16 | 23 | 1 | 110 | 139 | 33  |
| 6. | Nippon Paper Cranes        | 40 | 11 | 27 | 2 | 120 | 167 | 24  |

GP = Spiele, W = Siege, L = Niederlagen, T = Unentschieden

## Playoffs
|  | Halbfinale | Halbfinale                 | Halbfinale |  |  | Finale | Finale                     | Finale |
|  |            |                            |            |  |  |        |                            |        |
|  |            |                            |            |  |  |        |                            |        |
|  | 1          | Kokudo Ice Hockey Club     | 2          |  |  |        |                            |        |
|  | 4          | Seibu Prince Rabbits       | 1          |  |  |        |                            |        |
|  |            |                            |            |  |  | 1      | Kokudo Ice Hockey Club     | 2      |
|  |            |                            |            |  |  | 3      | Snow Brand Ice Hockey Club | 0      |
|  | 2          | Ōji Eagles                 | 0          |  |  |        |                            |        |
|  | 3          | Snow Brand Ice Hockey Club | 2          |  |  |        |                            |        |
|  |            |                            |            |  |  |        |                            |        |

## Topscorer
Abkürzungen: Sp = Spiele, T = Tore, V = Assists, Pkt = Punkte, Fett: Bestwert
| Spieler         | Mannschaft | T  | V  | Pkt |
| --------------- | ---------- | -- | -- | --- |
| Kelly Glowa     | Seibu      | 32 | 42 | 74  |
| John Tucker     | Kokudo     | 27 | 47 | 74  |
| Martin Bergeron | Snow Brand | 40 | 23 | 63  |
| Allen Conrey    | Cranes     | 21 | 41 | 62  |
| Chris Bright    | Seibu      | 28 | 27 | 55  |
| Radek Gardon    | Furukawa   | 21 | 32 | 53  |
| Igor Dorofejew  | Ōji        | 15 | 34 | 49  |
| Taku Takahashi  | Seibu      | 13 | 28 | 41  |
| Junji Sakata    | Kokudo     | 23 | 17 | 40  |
| Darcy Mitani    | Cranes     | 15 | 24 | 39  |

## Auszeichnungen
- Most Valuable Player – John Tucker, Kokudo Ice Hockey Club
- Rookie of the Year – Syuji Mashiko, Kokudo Ice Hockey Club

## All-Star-Team
| Tor          | Jiro Nihei (Kokudo)   | Jiro Nihei (Kokudo)   | Jiro Nihei (Kokudo)          | Jiro Nihei (Kokudo)          | Jiro Nihei (Kokudo)     | Jiro Nihei (Kokudo)     |
| Verteidigung | Corey Foster (Kokudo) | Corey Foster (Kokudo) | Corey Foster (Kokudo)        | Wladimir Kramskoi (Ōji)      | Wladimir Kramskoi (Ōji) | Wladimir Kramskoi (Ōji) |
| Sturm        | John Tucker (Kokudo)  | John Tucker (Kokudo)  | Martin Bergeron (Snow Brand) | Martin Bergeron (Snow Brand) | Kelly Glowa (Kokudo)    | Kelly Glowa (Kokudo)    |